# Loi du 20 mars 1927, reconnaissant la pleine capacité à la femme séparée de corps
La loi du 20 mars 1927 reconnaissant la pleine capacité à la femme séparée de corps est une loi belge qui a apporté quelques modifications au régime de la séparation de corps prévu par le Code civil. Elle a notamment, comme son nom l’indique, reconnu la pleine capacité juridique à la femme séparée de corps. Cette loi est l’aboutissement de plusieurs années de discussions.

## Contexte historique
En Belgique, l’émergence des premiers mouvements féministes belges remonte au XIXe siècle avec, notamment Marie Popelin et son association la Ligue belge du droit des femmes, qui ont, entre autres, lutté pour l’abolition de la puissance maritale et l’établissement d’un droit de la famille fondé sur le principe de l’égalité entre les époux,.
Le régime matrimonial du début du XXe siècle était encore fortement inégalitaire. La femme mariée était rangée au rang des incapables dans le Code civil et se trouvait entièrement sous la puissance de son mari. La femme ne recouvrait sa pleine capacité que si un jugement de divorce était prononcé. Cependant, durant cette période, le divorce était fermement condamné par l’Église Catholique qui exerçait encore une certaine influence sur le droit. Pour ces raisons, le Code civil avait établi un régime de séparation de corps en 1804, qui était une alternative au divorce pour les fidèles de l’Église catholique. Seulement, ce régime de séparation de corps comportait quelques inconvénients civils. C’est dans un tel contexte que le législateur est intervenu afin de pallier ces inconvénients.

## Adoption de la loi
La loi du 20 mars 1927 fut adoptée à la suite d’une proposition de loi déposée au Sénat par M. Alex Braun le 7 avril 1905. En 1908, la Commission de justice fit un rapport à ce sujet. En 1911, le texte fut discuté, amendé et réformé par le Sénat, avant d’être transmis à la Chambre des représentants plus tard dans la même année. Jusqu’à après la Première Guerre mondiale, le projet fut mis en attente et ce n’est qu’en 1925 qu’une nouvelle Commission spéciale fit un rapport à la suite duquel le 24 février 1927, la Chambre des représentants adopta, dans un premier temps, les articles du texte et ce, sans discussion ni amendement, avant d’adopter, dans un second temps, l’ensemble du texte le 2 mars 1927.

## Contenu de la loi
La loi du 20 mars 1927 ne comportait qu’un article unique qui a apporté quatre modifications majeures au Code civil quant aux effets de la séparation de corps. Elle a modifié les articles 310, 313 et 1449 du Code civil afin de conférer les droits suivants ; le droit de demander le divorce après trois ans de séparation, indépendamment des causes pour lesquelles la séparation avait été prononcée, le droit pour le mari de désavouer les enfants conçus pendant la séparation moyennant le respect de certaines conditions. et la pleine capacité à la femme séparée de corps. 
En outre, elle a insérée un article 311bis.

## Situation avant l'adoption de la loi
Autrefois, la femme mariée ne possédait pas la faculté d’agir librement. Alors que la femme célibataire ou veuve était pleinement capable, la femme mariée avait de l’assentiment de son mari pour poser des actes juridiques. Elle avait notamment besoin de l’autorisation de son mari ou du tribunal pour donner, aliéner, hypothéquer, acquérir à titre gratuit ou onéreux et pour plaider.
De plus, régnait une inégalité entre l’infidélité de l’épouse et celle du mari. En effet, selon que la séparation avait été prononcée pour cause d’adultère de la femme ou du mari, la décision du tribunal concernant le divorce était différente. Le Code civil prévoyait, en son article 310, que lorsque la séparation de corps avait été prononcée pour une autre cause que l’adultère de la femme et que trois ans s’était écoulée, le tribunal prononcerait le divorce, à la demande de l’époux défendeur en séparation de corps, si l’époux demandeur ne consentait pas à faire cesser la séparation.
Lorsque les trois conditions étaient remplies, à savoir ; la prononciation de la séparation pour tout autre cause que l’adultère de la femme, l’écoulement d’un délai de trois depuis la prononciation de la séparation et le refus de faire cesser la  séparation, le juge était contraint de prononcer le divorce et ne disposait donc d’aucun pouvoir d’appréciation.
Le Code civil établissait également une différence de traitement, concernant la jouissance des avantages patrimoniaux, entre l’époux coupable, selon qu’il s’agisse d’un divorce ou d’une séparation de corps. En effet, à la différence du divorce, l’époux contre lequel la séparation avait été prononcée conservait ses avantages matrimoniaux.
L’article 313 du Code civil, quant à lui, limitait de manière assez restrictive les hypothèses dans lesquelles le mari pouvait désavouer l’enfant.

## Situation après l'adoption de la loi

### Pleine capacité de la femme séparée de corps
Concernant la capacité de la femme, la loi du 20 mars 1927 a modifié l’ancien article 1449 du Code civil afin de consacrer à la femme séparée de corps la pleine capacité. En effet, avant 1927 l’article 1449 du Code reconnaissait à la femme séparée de corps une capacité restreinte qui lui conférait uniquement l’administration et la jouissance de ses biens. Cette loi va permettre à la femme séparée de corps de poser tous les actes de la vie civile pour lesquels elle avait jusque-là, besoin de l’autorisation de son mari ou de justice.
Après modification le nouvel article 1 449 du Code civil s’articulait comme suit  : « La femme séparée de corps a le plein exercice de sa capacité civile, sans qu’elle ait besoin de recourir à l’autorisation de son mari ou de justice (…) ».
Le paragraphe suivant du texte maintenait dans le chef de la femme séparée de biens, la libre administration de ses biens, à l’exclusion des biens immeubles. En effet, la loi permettait à la femme séparée de corps d’administrer et d’aliéner ses biens en toute liberté, d’aliéner ses meubles, d’emprunter, d’acheter à crédit, ou en encore d’accepter et avaliser des traités. 
Une restriction demeurait néanmoins quant à libre administration des immeubles. En effet, la femme séparée de corps pouvait en disposer mais ne pouvait cependant pas les vendre.
Ce régime de pleine capacité institué par le nouvel article 1 449 du Code civil ne durait que tant que la séparation était d’actualitée. En effet, une fois le jugement de séparation de corps prononcé, une nouvelle situation juridique se créait immédiatement et la femme basculait d’un régime d’incapacité de droit commun à un régime de pleine capacité. Cependant, la réconciliation des époux avait pour effet de mettre un terme à la pleine capacité de la femme séparée de corps, qui retournait sous l’autorité du mari.

### Autres modifications apportées par la loi
La loi du 20 mars 1927 octroie au juge un pouvoir d’appréciation et vient pallier l’inégalité qui existait entre le mari et l’épouse concernant l’infidélité en supprimant les mots « de la femme » après « adultère », permettant, ainsi, au juge de prononcer le divorce dans tous les cas, indépendamment des causes pour lesquelles la séparation a été prononcée.
Le nouvel article 310 dispose que : « Lorsque la séparation de corps prononcée pour tout autre cause que d’adultère aura duré trois ans, l’époux qui était originairement défendeur aura la faculté de demander le divorce au tribunal qui pourra l’admettre si le demandeur originaire, présent ou dûment appelé, ne consent pas immédiatement à faire cesser la séparation ».
La loi du 20 mars 1927 met également un terme à la différence de traitement qui était faite entre l’époux coupable « divorcé » et l’époux coupable « séparé de corps ». Elle insère, dans le Code civil, un article 311 bis visant à déchoir l’époux contre lequel la séparation était prononcée de ses avantages matrimoniaux.  
Elle élargit en outre, par le biais du nouvel article 313, les hypothèses dans lesquelles le mari peut désavouer l’enfant en lui accordant notamment la possibilité de désavouer l’enfant qui serait « né trois cents jours après la décision qui aura autorisé la femme à avoir un domicile séparé ».

### De nos jours
La séparation de corps est régie par le Chapitre V – « de la séparation de corps » du Titre I du Code civil. L’article 311bis du code civil est toujours d’application mais a subi quelques modifications. L’article 313 du Code civil a, quant à lui, été abrogé.
L’article 1449 a complètement été modifié et ne traite que de la contribution des époux quant au frais de liquidation et de partage des biens. Aujourd’hui, on ne parle plus de la capacité de la femme séparé de corps puisqu’une telle distinction entre homme et femme n’est plus d’actualité. En effet, un peu plus de 30 ans après l’adoption de la loi du 20 mars 1927, l’incapacité de la femme mariée a complètement été supprimée par la loi du 30 avril 1958 « relative aux droits et devoirs respectifs des époux ». Toutefois, les inégalités entre époux perduraient encore. Il a fallu attendre la loi du 14 juillet sur les réformes des régimes matrimoniaux pour constater une réelle égalité des conjoints sur le plan juridique. S'en est alors suivit une série d'assouplissement de la législation, notamment en matière de divorce, de contraception ou encore d'avortement.